# Narodowa Biblioteka Naukowa w Tbilisi
Narodowa Biblioteka Naukowa (gruz. ეროვნული სამეცნიერო ბიბლიოთეკა) – biblioteka narodowa w Tbilisi w Gruzji, gromadząca głównie księgozbiór naukowo-techniczny, założona w 2006 roku.

## Historia
Historia książnicy sięga 1941 roku, kiedy to została założona centralna biblioteka naukowa Akademii Nauk Gruzińskiej Socjalistycznej Republiki Radzieckiej, która znajdowała się przy ul. Z. Ruchadze 1. Biblioteka-Muzeum powstała w 1961 roku, a w 1965 roku otwarto bibliotekę naukowo-technologiczną przy ul. M. Kostawy. Gmach główny biblioteki wzniesiono w 1969 roku według projektu Giorgia Lejawy i Ilii Libermana. Późnomodernistyczny gmach biblioteki naukowo-technicznej wzniesiono w 1985 roku według projektu Garego Bichiaszwiliego. Instytucja w obecnej formie została powołana w 2006 roku. Jej dyrektorem był Irakli Gharibaszwili. Biblioteka należy do międzynarodowej organizacji LIBER. 

## Zbiory i działalność
Instytucja dysponuje prawem do egzemplarza obowiązkowego. Jest to największa biblioteka w Gruzji pod względem liczby zbiorów oraz przestrzeni magazynowej. Kolekcje pomieszczono w trzech budynkach. W dawnym gmachu biblioteki głównej Gruzińskiej Narodowej Akademii Nauk przy ul. M. Aleksidze 1-4 z 1970 roku (pierwszy budynek w Gruzji wzniesiony specjalnie na potrzeby biblioteki) przechowywana jest naukowa kolekcja ogólna, książki i czasopisma z XIX-XX wieku, cymelia, kopie rękopisów, łącznie około 3,5 mln książek (tym ponad 600 000 druków zagranicznych) i 2,5 mln czasopism. Biblioteka posiada m.in. rękopis z V-VI wieku z Biblioteki Watykańskiej, wszystkie krajowe i zagraniczne wydania eposu Rycerz w tygrysiej skórze. Znajduje się w niej czytelnia dla 200 osób, 6 mniejszych czytelni oraz 90 pomieszczeń. 
Biblioteka naukowo-techniczna przy ul. M. Kostawy 45 gromadzi gruzińskie i zagraniczne patenty i normy w liczbie około 21-22 mln jednostek. Dokumentacja patentowa pochodzi z 63 krajów. Biblioteka-Muzeum im. Ioseba Griszaszwiliego prezentuje historię gruzińskiej nauki oraz dysponuje księgozbiorem Ioseba Griszaszwiliego, który obejmuje m.in. rzadkie książki, partytury muzyczne, płyty gramofonowe (ponad 800 egzemplarzy), mapy, albumy z fotografiami oraz jego archiwum prywatne w łącznej liczbie około 100 000 jednostek.  Wielojęzyczne zbiory obejmują głównie literaturę naukową i dokumentację techniczną. Instytucja prowadzi bibliotekę cyfrową oraz Gruziński Słownik Biograficzny i Słownik Gruzińskich Zabytków Historycznych online. Biblioteka jest otwarta 7 dni w tygodniu.